# La Plante
Pour les articles homonymes, voir Plante (homonymie).
La Plante est un ancien hameau en bord de Meuse (rive gauche) entre Wépion et Namur (en Région wallonne de Belgique). Il est aujourd’hui intégré à la ville de Namur dont il est un faubourg à sa sortie vers Dinant. Le quartier s'étire tout en longueur entre la route nationale 92 (Namur-Dinant) et l'avenue de La Pairelle, immédiatement en bord de Meuse. 
La construction sur la Meuse de l'écluse (dite de ‘La Plante’) en 1850 contribua fortement au développement du hameau. Un parc d’une superficie de plus de deux hectares fut alors créé en bordure du fleuve - le Parc de la Plante - qui se trouve à la hauteur de l'île Vas-t'y-frotte. Ce parc fut choisi par Léopold Ier pour fêter en 1855 le 25e anniversaire de l’indépendance de la Belgique.

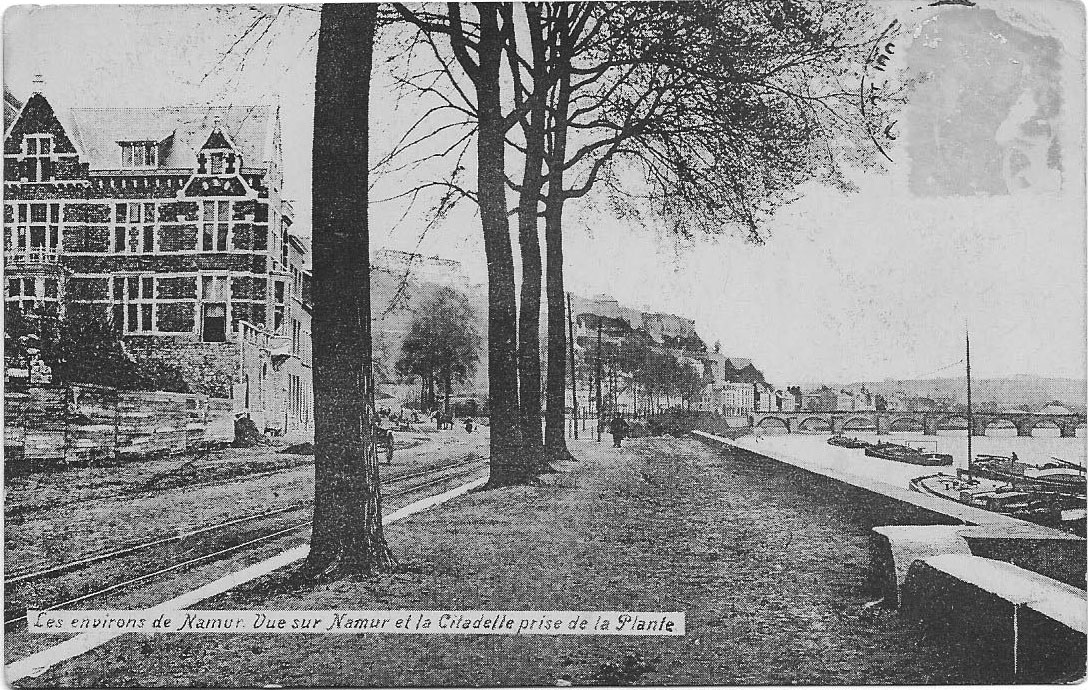
Le bord de Meuse, à La Plante, au début du XXe siècle

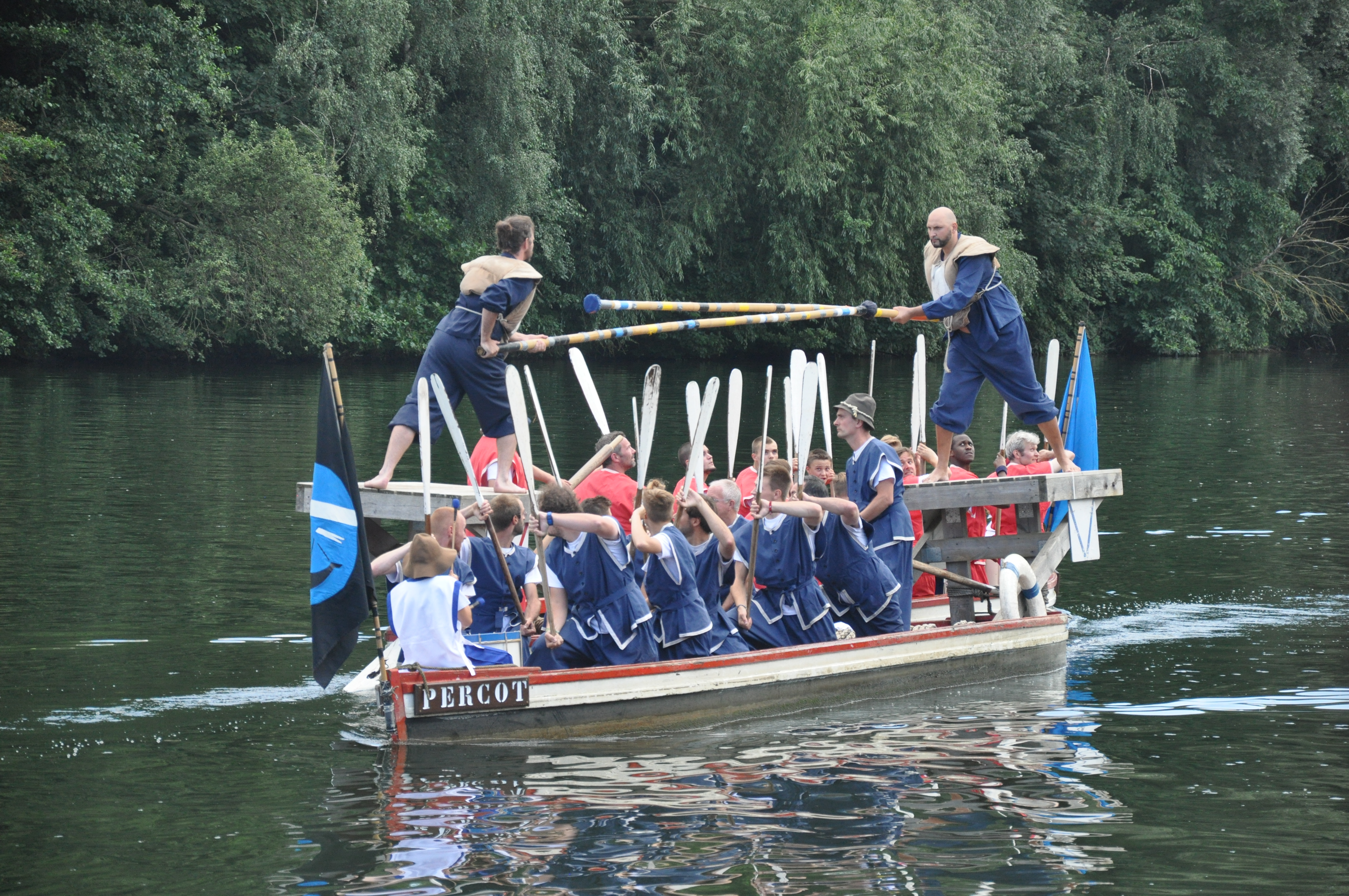
Joutes nautiques sur la Meuse, à La Plante.

## Patrimoine

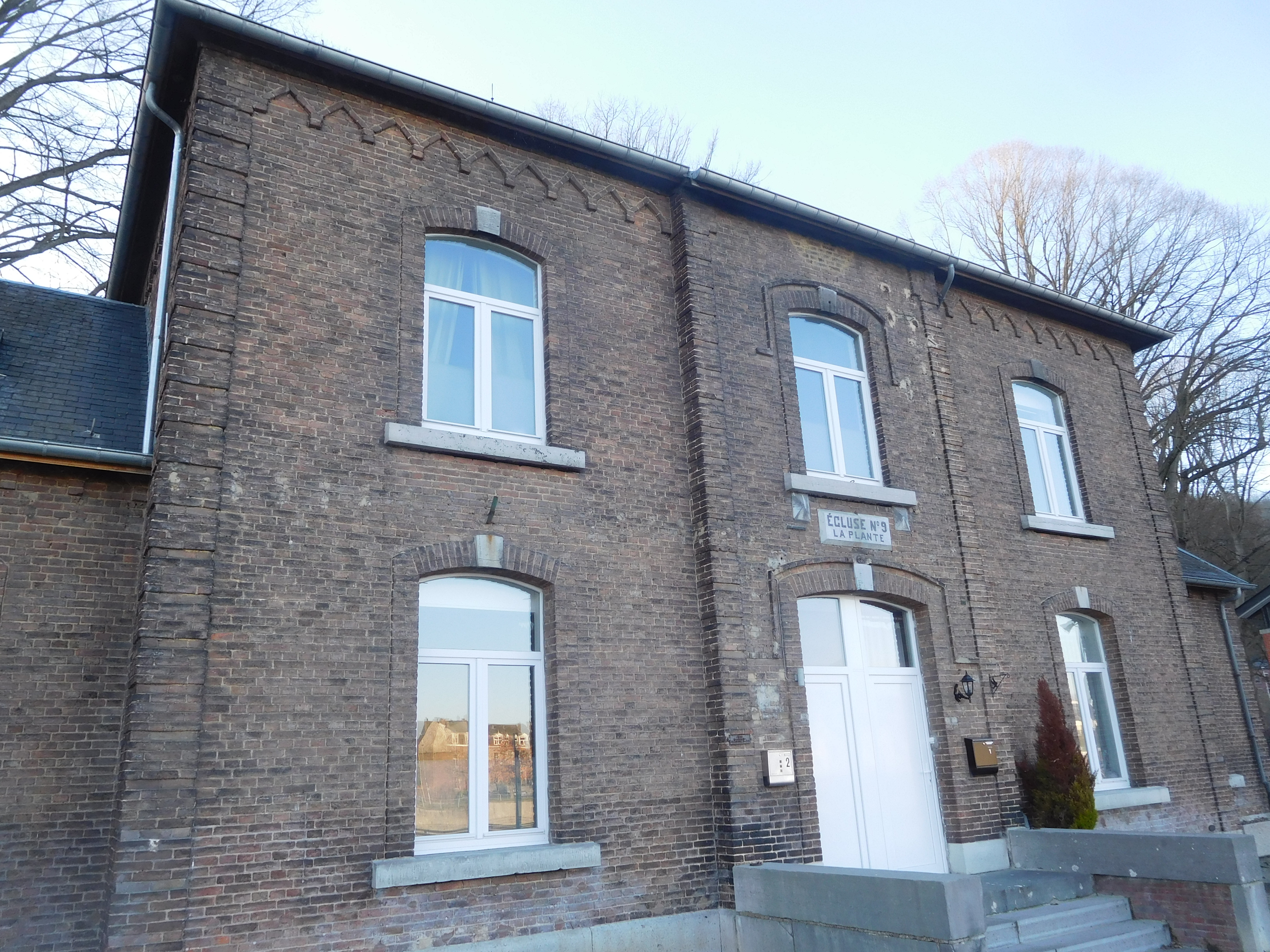
La 'maison de l'éclusier', à La Plante

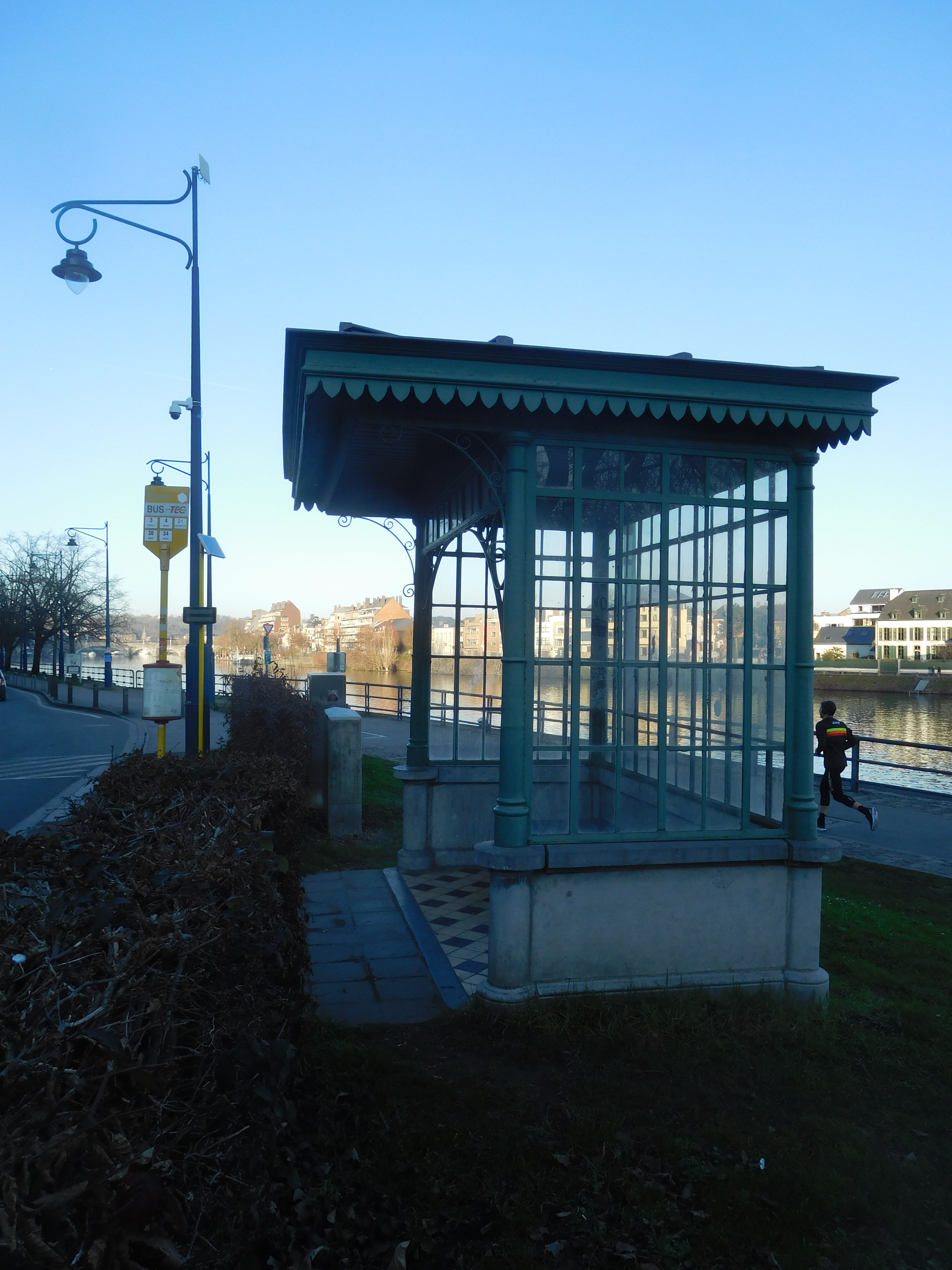
L'abribus de La Plante (1932) est classé au patrimoine

- Le parc de la Plante est classé depuis 1989 pour son caractère esthétique, et est encore aujourd’hui le cadre de multiples animations culturelles et touristiques.
- L'abribus, à l'entrée de La Plante fut construit en 1932. Sa structure de ferronnerie et de verre posée sur un soubassement de pierre bleue lui ont gardé un caractère d'époque. C'était un arrêt important sur l'ancienne ligne de tramway qui reliait Namur à Profondeville et Saint-Gérard. Il fut classé au patrimoine immobilier de Wallonie en 1992, le seul abribus de Wallonie ayant reçu cette protection patrimoniale !
- L'auberge de jeunesse de Namur se trouve à La Plante.
- L'écluse de La Plante est la dernière écluse sur la Meuse avant la ville de Namur.

## Personnalité
- Albéric-Victor Duyver (1859-1939), peintre, mort à La Plante.